# Ischnura damula
Ischnura damula là một loài chuồn chuồn kim trong họ Coenagrionidae.
Ischnura damula được Calvert miêu tả khoa học năm 1902.